# Herb gminy Wilczyn
Herb gminy Wilczyn – jeden z symboli gminy Wilczyn, autorstwa Piotra Gołdyna, ustanowiony 30 kwietnia 2008.

## Wygląd i symbolika
Herb przedstawia na tarczy koloru błękitnego złoty wizerunek głowy wilka en face (jest to tzw. herb mówiący, nawiązujący do nazwy gminy).